# Golden Globe de la meilleure actrice dans un film musical ou une comédie

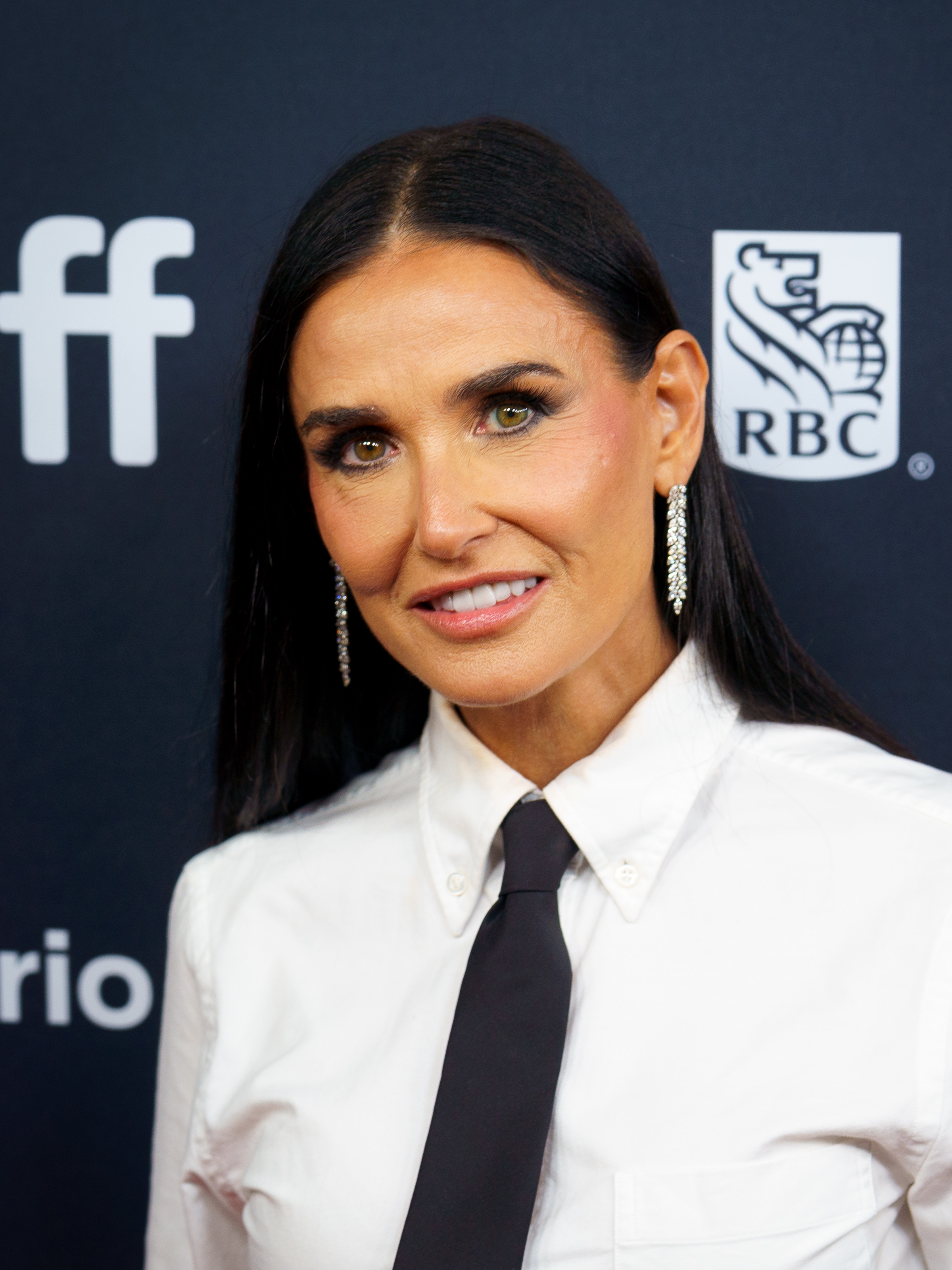
Demi Moore, sa plus récente récipiendaire, remporte le prix lors de la 82e cérémonie des Golden Globes pour son interprétation d'Elisabeth Sparkle dans The Substance.

Le Golden Globe de la meilleure actrice dans un film musical ou une comédie (Golden Globe Award for Best Actress – Motion Picture Musical or Comedy) est une récompense cinématographique décernée annuellement depuis 1951 par la Hollywood Foreign Press Association.
Cette récompense est née de la scission du Golden Globe de la meilleure actrice, décerné de 1944 à 1950.

## Palmarès
Note : L’année indiquée est celle de la cérémonie, récompensant les films sortis au cours de l’année précédente. Les lauréates sont indiquées en tête de chaque catégorie, en jaune et en caractères gras.
Pour les lauréates de 1943 à 1950, voir Golden Globe de la meilleure actrice.

### Années 1950
| Année | Actrice           | Rôle                 | Film                                   |
| ----- | ----------------- | -------------------- | -------------------------------------- |
| 1951  | Judy Holliday     | Emma « Billie » Dawn | Comment l'esprit vient aux femmes      |
| 1951  | Spring Byington   | Louisa Norton        | Louise                                 |
| 1951  | Betty Hutton      | Annie Oakley         | Annie, la reine du cirque              |
| 1952  | June Allyson      | Cynthia Potter       | L'Âge d'aimer                          |
| 1953  | Susan Hayward     | Jane Froman          | Un refrain dans mon cœur               |
| 1953  | Katharine Hepburn | Patricia Pemberton   | Mademoiselle Gagne-Tout                |
| 1953  | Ginger Rogers     | Edwina Fulton        | Chérie, je me sens rajeunir            |
| 1954  | Ethel Merman      | Sally Adams          | Appelez-moi Madame                     |
| 1955  | Judy Garland      | Vicki Lester         | Une étoile est née                     |
| 1956  | Jean Simmons      | Sarah Browne         | Blanches colombes et vilains messieurs |
| 1957  | Deborah Kerr      | Anna Leonowens       | Le Roi et moi                          |
| 1957  | Judy Holliday     | Laura Partridge      | Une Cadillac en or massif              |
| 1957  | Machiko Kyō       | Fleur de Lotus       | La Petite Maison de thé                |
| 1957  | Marilyn Monroe    | Chérie               | Arrêt d'autobus                        |
| 1957  | Debbie Reynolds   | Polly Parish         | Le Bébé de Mademoiselle                |
| 1958  | Taina Elg         | Angèle Ducros        | Les Girls                              |
| 1958  | Kay Kendall       | Lady Sybil Wren      | Les Girls                              |
| 1958  | Cyd Charisse      | Ninotchka Yoschenko  | La Belle de Moscou                     |
| 1958  | Audrey Hepburn    | Ariane Chavasse      | Ariane                                 |
| 1958  | Jean Simmons      | Anne Leeds           | Cette nuit ou jamais                   |
| 1959  | Rosalind Russell  | Mame Dennis          | Ma tante                               |
| 1959  | Ingrid Bergman    | Anna Kalman          | Indiscret                              |
| 1959  | Leslie Caron      | Gigi                 | Gigi                                   |
| 1959  | Doris Day         | Isolde Poole         | Le Père malgré lui                     |
| 1959  | Mitzi Gaynor      | Nellie Forbush       | Pacifique sud                          |

### Années 1960
| Année | Actrice           | Rôle                                                            | Film                             |
| ----- | ----------------- | --------------------------------------------------------------- | -------------------------------- |
| 1960  | Marilyn Monroe    | Alouette                                                        | Certains l'aiment chaud          |
| 1960  | Dorothy Dandridge | Bess                                                            | Porgy and Bess                   |
| 1960  | Doris Day         | Jan Morrow                                                      | Confidences sur l'oreiller       |
| 1960  | Shirley MacLaine  | Meg Wheeler                                                     | Une fille très avertie           |
| 1960  | Lilli Palmer      | Kathryn Ward                                                    | La Vie à belles dents            |
| 1961  | Shirley MacLaine  | Fran Kubelik                                                    | La Garçonnière                   |
| 1961  | Lucille Ball      | Kitty Weaver                                                    | Voulez-vous pêcher avec moi ?    |
| 1961  | Capucine          | Carolyne de Sayn-Wittgenstein                                   | Le Bal des adieux                |
| 1961  | Judy Holliday     | Ella Peterson                                                   | Un numéro du tonnerre            |
| 1961  | Sophia Loren      | Lucia Curcio                                                    | C'est arrivé à Naples            |
| 1962  | Rosalind Russell  | Mrs. Bertha Jacoby                                              | Le Gentleman en kimono           |
| 1962  | Bette Davis       | Annie                                                           | Milliardaire pour un jour        |
| 1962  | Audrey Hepburn    | Holly Golightly                                                 | Diamants sur canapé              |
| 1962  | Hayley Mills      | Sharon McKendrick & Susan Evers                                 | La Fiancée de papa               |
| 1962  | Miyoshi Umeki     | Mei Li                                                          | Au rythme des tambours fleuris   |
| 1963  | Rosalind Russell  | Rose Hovick                                                     | Gypsy, Vénus de Broadway         |
| 1963  | Doris Day         | Kitty Wonder                                                    | La Plus Belle Fille du monde     |
| 1963  | Jane Fonda        | Isabel Haverstick                                               | L'École des jeunes mariés        |
| 1963  | Shirley Jones     | Marian Paroo                                                    | The Music Man                    |
| 1963  | Natalie Wood      | Louis « Gypsy Rose Lee » Hovick                                 | Gypsy, Vénus de Broadway         |
| 1964  | Shirley MacLaine  | Irma la Douce                                                   | Irma la Douce                    |
| 1964  | Ann-Margret       | Kim McAfee                                                      | Bye Bye Birdie                   |
| 1964  | Doris Day         | Ellen Wagstaff Arden                                            | Pousse-toi, chérie               |
| 1964  | Audrey Hepburn    | Regina Lampert                                                  | Charade                          |
| 1964  | Hayley Mills      | Margaret Carey                                                  | L'Été magique                    |
| 1964  | Molly Picon       | Mrs. Sophie Baker                                               | T'es plus dans la course, papa ! |
| 1964  | Jill St John      | Peggy John                                                      | T'es plus dans la course, papa ! |
| 1964  | Joanne Woodward   | Samantha Blake / Mimi                                           | La Fille à la casquette          |
| 1965  | Julie Andrews     | Mary Poppins                                                    | Mary Poppins                     |
| 1965  | Audrey Hepburn    | Eliza Doolittle                                                 | My Fair Lady                     |
| 1965  | Sophia Loren      | Filumena Marturano                                              | Mariage à l'italienne            |
| 1965  | Melina Mercouri   | Elizabeth Lipp                                                  | Topkapi                          |
| 1965  | Debbie Reynolds   | Molly Brown                                                     | La Reine du Colorado             |
| 1966  | Julie Andrews     | Maria Von Trapp                                                 | La Mélodie du bonheur            |
| 1966  | Jane Fonda        | Catherine « Cat » Ballou                                        | Cat Ballou                       |
| 1966  | Barbara Harris    | Sandra « Sandy » Markowitz                                      | Des clowns par milliers          |
| 1966  | Rita Tushingham   | Nancy Jones                                                     | Le Knack... et comment l'avoir   |
| 1966  | Natalie Wood      | Daisy Clover                                                    | Daisy Clover                     |
| 1967  | Lynn Redgrave     | Georgy                                                          | Georgy Girl                      |
| 1967  | Jane Fonda        | Ellen Gordon                                                    | Chaque mercredi                  |
| 1967  | Elizabeth Hartman | Barbara Darling                                                 | Big Boy                          |
| 1967  | Shirley MacLaine  | Nicole Chang                                                    | Un hold-up extraordinaire        |
| 1967  | Vanessa Redgrave  | Leonie Delt                                                     | Morgan                           |
| 1968  | Anne Bancroft     | Mrs. Robinson                                                   | Le Lauréat                       |
| 1968  | Julie Andrews     | Millie Dillmount                                                | Millie                           |
| 1968  | Audrey Hepburn    | Joanna Wallace                                                  | Voyage à deux                    |
| 1968  | Shirley MacLaine  | Paulette, Maria Teresa, Linda, Edith, Eve Minou, Marie & Jeanne | Sept fois femme                  |
| 1968  | Vanessa Redgrave  | Guenièvre                                                       | Camelot                          |
| 1969  | Barbra Streisand  | Fanny Brice                                                     | Funny Girl                       |
| 1969  | Julie Andrews     | Gertrude Lawrence                                               | Star!                            |
| 1969  | Lucille Ball      | Helen North Beardsley                                           | Les Tiens, les Miens, le Nôtre   |
| 1969  | Petula Clark      | Sharon McLonergan                                               | La Vallée du bonheur             |
| 1969  | Gina Lollobrigida | Carla Campbell                                                  | Buona sera Madame Campbell       |

### Années 1970
| Année | Actrice            | Rôle                              | Film                                              |
| ----- | ------------------ | --------------------------------- | ------------------------------------------------- |
| 1970  | Patty Duke         | Natalie Miller                    | Me, Natalie                                       |
| 1970  | Ingrid Bergman     | Stephanie Dickinson               | Fleur de cactus                                   |
| 1970  | Dyan Cannon        | Alice Henderson                   | Bob et Carole et Ted et Alice                     |
| 1970  | Kim Darby          | Doris Bolton Owen                 | Generation                                        |
| 1970  | Mia Farrow         | Mary                              | John et Mary                                      |
| 1970  | Shirley MacLaine   | Charity Hope Valentine            | Sweet Charity                                     |
| 1970  | Anna Magnani       | Rosa Bombolini                    | Le Secret de Santa Vittoria                       |
| 1970  | Barbra Streisand   | Dolly Levi                        | Hello, Dolly!                                     |
| 1971  | Carrie Snodgress   | Tina Balser                       | Journal intime d'une femme mariée                 |
| 1971  | Julie Andrews      | Lili Smith                        | Darling Lili                                      |
| 1971  | Sandy Dennis       | Gwen Kellerman                    | Escapade à New York                               |
| 1971  | Angela Lansbury    | Comtesse Herthe von Ornstein      | Something for Everyone                            |
| 1971  | Barbra Streisand   | Doris                             | La Chouette et le Pussycat                        |
| 1972  | Twiggy             | Polly Browne                      | The Boy Friend                                    |
| 1972  | Sandy Duncan       | Amy Cooper                        | The Star Spangled Girl                            |
| 1972  | Ruth Gordon        | Dame Marjorie « Maude » Chardin   | Harold et Maude                                   |
| 1972  | Angela Lansbury    | Eglantine Price                   | L'Apprentie sorcière                              |
| 1972  | Elaine May         | Henrietta Lowell                  | Un nouveau départ                                 |
| 1973  | Liza Minnelli      | Sally Bowles                      | Cabaret                                           |
| 1973  | Carol Burnett      | Tillie                            | Peter et Tillie                                   |
| 1973  | Goldie Hawn        | Jill Tanner                       | Libres sont les papillons                         |
| 1973  | Juliet Mills       | Pamela Piggott                    | Avanti!                                           |
| 1973  | Maggie Smith       | Augusta Bertram                   | Voyages avec ma tante                             |
| 1974  | Glenda Jackson     | Vicki Allessio                    | Une maîtresse dans les bras, une femme sur le dos |
| 1974  | Yvonne Elliman     | Marie Madeleine                   | Jesus Christ Superstar                            |
| 1974  | Cloris Leachman    | Nettie Appleby                    | Charley et l'Ange                                 |
| 1974  | Tatum O'Neal       | Addie Loggins                     | La Barbe à papa                                   |
| 1974  | Liv Ullmann        | Ann Stanley                       | Quarante carats                                   |
| 1975  | Raquel Welch       | Constance Bonacieux               | Les Trois Mousquetaires                           |
| 1975  | Lucille Ball       | Mame Dennis                       | Mame                                              |
| 1975  | Diahann Carroll    | Claudine                          | Claudine                                          |
| 1975  | Helen Hayes        | Mrs. Granda Steinmetz             | Le Nouvel Amour de Coccinelle                     |
| 1975  | Cloris Leachman    | Frau Blücher                      | Frankenstein Junior                               |
| 1976  | Ann-Margret        | Nora Walker Hobbs                 | Tommy                                             |
| 1976  | Julie Christie     | Jackie Shawn                      | Shampoo                                           |
| 1976  | Goldie Hawn        | Jill                              | Shampoo                                           |
| 1976  | Liza Minnelli      | Claire                            | Les Aventuriers du Lucky Lady                     |
| 1976  | Barbra Streisand   | Fanny Brice                       | Funny Lady                                        |
| 1977  | Barbra Streisand   | Esther Hoffman                    | Une étoile est née                                |
| 1977  | Jodie Foster       | Annabel Andrews                   | Un vendredi dingue, dingue, dingue                |
| 1977  | Barbara Harris     | Blanche Tyler                     | Complot de famille                                |
| 1977  | Barbara Harris     | Ellen Andrews                     | Un vendredi dingue, dingue, dingue                |
| 1977  | Goldie Hawn        | Amanda Quaid / Duchesse Swansbury | La Duchesse et le Truand                          |
| 1977  | Rita Moreno        | Googie Gomez                      | The Ritz                                          |
| 1978  | Diane Keaton       | Annie Hall                        | Annie Hall                                        |
| 1978  | Marsha Mason       | Paula McFadden                    | Adieu, je reste                                   |
| 1978  | Sally Field        | Carrie                            | Cours après moi shérif                            |
| 1978  | Liza Minnelli      | Francine Evans                    | New York, New York                                |
| 1978  | Lily Tomlin        | Margo                             | Le chat connaît l'assassin                        |
| 1979  | Ellen Burstyn      | Doris                             | Même heure, l'année prochaine                     |
| 1979  | Maggie Smith       | Diana Barrie                      | California Hôtel                                  |
| 1979  | Jacqueline Bisset  | Natacha O'Brien                   | La Grande Cuisine                                 |
| 1979  | Goldie Hawn        | Gloria Mundy                      | Drôle d'embrouille                                |
| 1979  | Olivia Newton-John | Sandy Olsen                       | Grease                                            |

### Années 1980
| Année | Actrice           | Rôle                                     | Film                                 |
| ----- | ----------------- | ---------------------------------------- | ------------------------------------ |
| 1980  | Bette Midler      | Mary Rose Foster                         | The Rose                             |
| 1980  | Julie Andrews     | Samantha Taylor                          | Elle                                 |
| 1980  | Jill Clayburgh    | Marilyn Holmberg                         | Merci d'avoir été ma femme           |
| 1980  | Shirley MacLaine  | Eve Rand                                 | Bienvenue, mister Chance             |
| 1980  | Marsha Mason      | Jennie MacLaine                          | Chapter Two                          |
| 1981  | Sissy Spacek      | Loretta Lynn                             | Nashville Lady                       |
| 1981  | Irene Cara        | Coco Hernandez                           | Fame                                 |
| 1981  | Goldie Hawn       | Judy Benjamin / Judy Goodman             | La Bidasse                           |
| 1981  | Bette Midler      | Elle-même / The Divine Miss M            | Divine Madness                       |
| 1981  | Dolly Parton      | Doralee Rhodes                           | Comment se débarrasser de son patron |
| 1982  | Bernadette Peters | Eileen Everson                           | Tout l'or du ciel                    |
| 1982  | Blair Brown       | Nell Porter                              | Continental Divide                   |
| 1982  | Carol Burnett     | Kate Burroughs                           | Les Quatre Saisons                   |
| 1982  | Jill Clayburgh    | Ruth Loomis                              | First Monday in October              |
| 1982  | Liza Minnelli     | Linda Marolla                            | Arthur                               |
| 1983  | Julie Andrews     | Victoria Grant / Comte Victor Grezhinski | Victor Victoria                      |
| 1983  | Carol Burnett     | Miss Hannigan                            | Annie                                |
| 1983  | Sally Field       | Kay Villano                              | Kiss Me Goodbye                      |
| 1983  | Goldie Hawn       | Paula McCullen                           | Best Friends                         |
| 1983  | Dolly Parton      | Mona Stangley                            | La Cage aux poules                   |
| 1983  | Aileen Quinn      | Annie                                    | Annie                                |
| 1984  | Julie Walters     | Rita / Susan                             | L'Éducation de Rita                  |
| 1984  | Anne Bancroft     | Anna Bronski                             | To Be or Not to Be                   |
| 1984  | Jennifer Beals    | Alex Owens                               | Flashdance                           |
| 1984  | Linda Ronstadt    | Mabel                                    | The Pirates of Penzance              |
| 1984  | Barbra Streisand  | Yentl / Anshel                           | Yentl                                |
| 1985  | Kathleen Turner   | Joan Wilder                              | À la poursuite du diamant vert       |
| 1985  | Anne Bancroft     | Estelle Rolfe                            | À la recherche de Garbo              |
| 1985  | Mia Farrow        | Tina Vitale                              | Broadway Danny Rose                  |
| 1985  | Shelley Long      | Lucy Van Patten Brodsky                  | Divorce à Hollywood                  |
| 1985  | Lily Tomlin       | Edwina Cutwater                          | Solo pour deux                       |
| 1986  | Kathleen Turner   | Irene Walker                             | L'Honneur des Prizzi                 |
| 1986  | Rosanna Arquette  | Roberta Glass                            | Recherche Susan désespérément        |
| 1986  | Glenn Close       | Jan / Maxie                              | Maxie                                |
| 1986  | Mia Farrow        | Cecilia                                  | La Rose pourpre du Caire             |
| 1986  | Sally Field       | Emma Moriarty                            | Murphy's Romance                     |
| 1987  | Sissy Spacek      | Rebeca / Magrath Botrelle                | Crimes du cœur                       |
| 1987  | Julie Andrews     | Gillian Fairchild                        | That's Life!                         |
| 1987  | Melanie Griffith  | Audrey Hankel                            | Dangereuse sous tous rapports        |
| 1987  | Bette Midler      | Barbara Whiteman                         | Le Clochard de Beverly Hills         |
| 1987  | Kathleen Turner   | Peggy Sue Bodell                         | Peggy Sue s'est mariée               |
| 1988  | Cher              | Loretta Castorini                        | Éclair de lune                       |
| 1988  | Jennifer Grey     | Frederique Houseman                      | Dirty Dancing                        |
| 1988  | Holly Hunter      | Jane Craig                               | Broadcast News                       |
| 1988  | Diane Keaton      | J.C. Wiatt                               | Baby Boom                            |
| 1988  | Bette Midler      | Sandy Brozinsky                          | Une chance pas croyable              |
| 1989  | Melanie Griffith  | Tess McGill                              | Working Girl                         |
| 1989  | Jamie Lee Curtis  | Wanda Gershwitz                          | Un poisson nommé Wanda               |
| 1989  | Amy Irving        | Isabelle Grossman                        | Izzy et Sam                          |
| 1989  | Michelle Pfeiffer | Angela de Marco                          | Veuve mais pas trop                  |
| 1989  | Susan Sarandon    | Annie Savoy                              | Duo à trois                          |

### Années 1990
| Année | Actrice            | Rôle                       | Film                              |
| ----- | ------------------ | -------------------------- | --------------------------------- |
| 1990  | Jessica Tandy      | Daisy Werthan              | Miss Daisy et son chauffeur       |
| 1990  | Pauline Collins    | Shirley Valentine-Bradshaw | Shirley Valentine                 |
| 1990  | Meg Ryan           | Sally Albright             | Quand Harry rencontre Sally       |
| 1990  | Meryl Streep       | Mary Fisher                | She-Devil, la diable              |
| 1990  | Kathleen Turner    | Barbara Rose               | La Guerre des Rose                |
| 1991  | Julia Roberts      | Vivian Ward                | Pretty Woman                      |
| 1991  | Mia Farrow         | Alice Tate                 | Alice                             |
| 1991  | Andie MacDowell    | Brontë                     | Green Card                        |
| 1991  | Demi Moore         | Molly Jensen               | Ghost                             |
| 1991  | Meryl Streep       | Suzanne Vale               | Bons Baisers d'Hollywood          |
| 1992  | Bette Midler       | Dixie Leonard              | For the Boys                      |
| 1992  | Ellen Barkin       | Amanda Brooks              | Dans la peau d'une blonde         |
| 1992  | Kathy Bates        | Evelyn Couch               | Beignets de tomates vertes        |
| 1992  | Anjelica Huston    | Morticia Addams            | La Famille Addams                 |
| 1992  | Michelle Pfeiffer  | Frankie                    | Frankie et Johnny                 |
| 1993  | Miranda Richardson | Rose Arbuthnot             | Avril enchanté                    |
| 1993  | Geena Davis        | Dottie Hinson              | Une équipe hors du commun         |
| 1993  | Whoopi Goldberg    | Deloris Van Cartier        | Sister Act                        |
| 1993  | Shirley MacLaine   | Pearl Berman               | 4 New-yorkaises                   |
| 1993  | Meryl Streep       | Madeline Ashton            | La mort vous va si bien           |
| 1994  | Angela Bassett     | Tina Turner                | Tina                              |
| 1994  | Stockard Channing  | Ouisa Kittredge            | Six Degrés de séparation          |
| 1994  | Anjelica Huston    | Morticia Addams            | Les Valeurs de la famille Addams  |
| 1994  | Diane Keaton       | Carol Lipton               | Meurtre mystérieux à Manhattan    |
| 1994  | Meg Ryan           | Annie Reed                 | Nuits blanches à Seattle          |
| 1995  | Jamie Lee Curtis   | Helen Tasker               | True Lies                         |
| 1995  | Geena Davis        | Julia Mann                 | Chérie, vote pour moi             |
| 1995  | Andie MacDowell    | Carrie                     | Quatre Mariages et un enterrement |
| 1995  | Shirley MacLaine   | Tess Carlisle              | Un ange gardien pour Tess         |
| 1995  | Emma Thompson      | Diana Reddin               | Junior                            |
| 1996  | Nicole Kidman      | Suzanne Stone Maretto      | Prête à tout                      |
| 1996  | Annette Bening     | Sydney Ellen Wade          | Le Président et Miss Wade         |
| 1996  | Sandra Bullock     | Lucy Eleanor Moderatz      | L'Amour à tout prix               |
| 1996  | Toni Collette      | Muriel Heslop              | Muriel                            |
| 1996  | Vanessa Redgrave   | Miss Bentley               | Amours et Jalousies               |
| 1997  | Madonna            | Eva Perón                  | Evita                             |
| 1997  | Glenn Close        | Cruella d'Enfer            | Les 101 Dalmatiens                |
| 1997  | Frances McDormand  | Marge Gunderson            | Fargo                             |
| 1997  | Debbie Reynolds    | Beatrice Henderson         | Mother                            |
| 1997  | Barbra Streisand   | Rose Morgan                | Leçons de séduction               |
| 1998  | Helen Hunt         | Carol Connelly             | Pour le pire et pour le meilleur  |
| 1998  | Joey Lauren Adams  | Alyssa Jones               | Méprise multiple                  |
| 1998  | Pam Grier          | Jackie Brown               | Jackie Brown                      |
| 1998  | Jennifer Lopez     | Selena                     | Selena                            |
| 1998  | Julia Roberts      | Jules Potter               | Le Mariage de mon meilleur ami    |
| 1999  | Gwyneth Paltrow    | Viola de Lesseps           | Shakespeare in Love               |
| 1999  | Cameron Diaz       | Mary Jensen                | Mary à tout prix                  |
| 1999  | Jane Horrocks      | Laura Hoff                 | Little Voice                      |
| 1999  | Christina Ricci    | Deedee Truitt              | Sexe et autres complications      |
| 1999  | Meg Ryan           | Kathleen Kelly             | Vous avez un message              |

### Années 2000
| Année | Actrice              | Rôle                  | Film                                                 |
| ----- | -------------------- | --------------------- | ---------------------------------------------------- |
| 2000  | Janet McTeer         | Mary Jo Walker        | Libres comme le vent                                 |
| 2000  | Julianne Moore       | Mrs. Laura Cheveley   | Un mari idéal                                        |
| 2000  | Julia Roberts        | Anna Scott            | Coup de foudre à Notting Hill                        |
| 2000  | Sharon Stone         | Sarah Little          | La Muse                                              |
| 2000  | Reese Witherspoon    | Tracy Flick           | L'Arriviste                                          |
| 2001  | Renée Zellweger      | Betty Sizemore        | Nurse Betty                                          |
| 2001  | Juliette Binoche     | Vianne Rocher         | Le Chocolat                                          |
| 2001  | Brenda Blethyn       | Grace Trevethyn       | Saving Grace                                         |
| 2001  | Sandra Bullock       | Gracie Hart           | Miss Détective                                       |
| 2001  | Tracey Ullman        | Frenchy Fox Winkler   | Escrocs mais pas trop                                |
| 2002  | Nicole Kidman        | Satine                | Moulin Rouge                                         |
| 2002  | Thora Birch          | Enid                  | Ghost World                                          |
| 2002  | Cate Blanchett       | Kate Wheeler          | Bandits                                              |
| 2002  | Reese Witherspoon    | Elle Woods            | La Revanche d'une blonde                             |
| 2002  | Renée Zellweger      | Bridget Jones         | Le Journal de Bridget Jones                          |
| 2003  | Renée Zellweger      | Roxie Hart            | Chicago                                              |
| 2003  | Maggie Gyllenhaal    | Lee Holloway          | La Secrétaire                                        |
| 2003  | Goldie Hawn          | Suzette               | Sex fans des sixties                                 |
| 2003  | Nia Vardalos         | Fotoula Portokalos    | Mariage à la grecque                                 |
| 2003  | Catherine Zeta-Jones | Velma Kelly           | Chicago                                              |
| 2004  | Diane Keaton         | Erica Jane Barry      | Tout peut arriver                                    |
| 2004  | Jamie Lee Curtis     | Tess Coleman          | Freaky Friday : Dans la peau de ma mère              |
| 2004  | Scarlett Johansson   | Charlotte             | Lost in Translation                                  |
| 2004  | Diane Lane           | Frances               | Sous le soleil de Toscane                            |
| 2004  | Helen Mirren         | Chris Harper          | Calendar Girls                                       |
| 2005  | Annette Bening       | Julia Lambert         | Adorable Julia                                       |
| 2005  | Ashley Judd          | Linda Lee Porter      | De-Lovely                                            |
| 2005  | Emmy Rossum          | Christine Daaé        | Le Fantôme de l'Opéra                                |
| 2005  | Kate Winslet         | Clementine Kruczynski | Eternal Sunshine of the Spotless Mind                |
| 2005  | Renée Zellweger      | Bridget Jones         | Bridget Jones : L'Âge de raison                      |
| 2006  | Reese Witherspoon    | June Carter Cash      | Walk the Line                                        |
| 2006  | Judi Dench           | Laura Henderson       | Madame Henderson présente                            |
| 2006  | Keira Knightley      | Elizabeth Bennet      | Orgueil et Préjugés                                  |
| 2006  | Laura Linney         | Joan Berkman          | Les Berkman se séparent                              |
| 2006  | Sarah Jessica Parker | Meredith Morton       | Esprit de famille                                    |
| 2007  | Meryl Streep         | Miranda Priestly      | Le Diable s'habille en Prada                         |
| 2007  | Annette Bening       | Deidre Burroughs      | Courir avec des ciseaux                              |
| 2007  | Toni Collette        | Sheryl Hoover         | Little Miss Sunshine                                 |
| 2007  | Beyoncé Knowles      | Deena                 | Dreamgirls                                           |
| 2007  | Renée Zellweger      | Beatrix Potter        | Miss Potter                                          |
| 2008  | Marion Cotillard     | Édith Piaf            | La Môme                                              |
| 2008  | Amy Adams            | Giselle               | Il était une fois                                    |
| 2008  | Nikki Blonsky        | Tracy Turnbald        | Hairspray                                            |
| 2008  | Helena Bonham Carter | Mrs. Lovett           | Sweeney Todd : Le Diabolique Barbier de Fleet Street |
| 2008  | Elliot Page          | Juno MacGuff          | Juno                                                 |
| 2009  | Sally Hawkins        | Poppy                 | Be Happy                                             |
| 2009  | Rebecca Hall         | Vicky                 | Vicky Cristina Barcelona                             |
| 2009  | Frances McDormand    | Linda Litzke          | Burn After Reading                                   |
| 2009  | Meryl Streep         | Donna Sheridan        | Mamma Mia!                                           |
| 2009  | Emma Thompson        | Kate Walker           | Last Chance for Love                                 |

### Années 2010
| Année | Actrice             | Rôle                              | Film                                  |
| ----- | ------------------- | --------------------------------- | ------------------------------------- |
| 2010  | Meryl Streep        | Julia Child                       | Julie et Julia                        |
| 2010  | Meryl Streep        | Jane                              | Pas si simple                         |
| 2010  | Sandra Bullock      | Margaret Tate                     | La Proposition                        |
| 2010  | Marion Cotillard    | Luisa Continu                     | Nine                                  |
| 2010  | Julia Roberts       | Claire Stenwick                   | Duplicity                             |
| 2011  | Annette Bening      | Nic                               | Tout va bien ! The Kids Are All Right |
| 2011  | Anne Hathaway       | Maggie Murdock                    | Love, et autres drogues               |
| 2011  | Angelina Jolie      | Cara Mason                        | The Tourist                           |
| 2011  | Julianne Moore      | Jules                             | Tout va bien ! The Kids Are All Right |
| 2011  | Emma Stone          | Olive Penderghast                 | Easy Girl                             |
| 2012  | Michelle Williams   | Marilyn Monroe                    | My Week with Marilyn                  |
| 2012  | Jodie Foster        | Penelope Longstreet               | Carnage                               |
| 2012  | Charlize Theron     | Mavis Gary                        | Young Adult                           |
| 2012  | Kristen Wiig        | Annie Walker                      | Mes meilleures amies                  |
| 2012  | Kate Winslet        | Nancy Cowan                       | Carnage                               |
| 2013  | Jennifer Lawrence   | Tiffany                           | Happiness Therapy                     |
| 2013  | Emily Blunt         | Harriet Chewode-Talbot            | Des saumons dans le désert            |
| 2013  | Judi Dench          | Evelyn Greenslade                 | Indian Palace                         |
| 2013  | Maggie Smith        | Jean Horton                       | Quartet                               |
| 2013  | Meryl Streep        | Kay Soames                        | Tous les espoirs sont permis          |
| 2014  | Amy Adams           | Sydney Prosser                    | American Bluff                        |
| 2014  | Julie Delpy         | Céline                            | Before Midnight                       |
| 2014  | Greta Gerwig        | Frances Halladay                  | Frances Ha                            |
| 2014  | Julia Louis-Dreyfus | Eva                               | All About Albert                      |
| 2014  | Meryl Streep        | Violet Weston                     | Un été à Osage County                 |
| 2015  | Amy Adams           | Margaret Keane                    | Big Eyes                              |
| 2015  | Emily Blunt         | La femme du boulanger             | Into the Woods                        |
| 2015  | Helen Mirren        | Madame Mallory                    | Les Recettes du bonheur               |
| 2015  | Julianne Moore      | Havana Segrand                    | Maps to the Stars                     |
| 2015  | Quvenzhané Wallis   | Annie Bennet                      | Annie                                 |
| 2016  | Jennifer Lawrence   | Joy Mangano                       | Joy                                   |
| 2016  | Melissa McCarthy    | Susan Cooper                      | Spy                                   |
| 2016  | Amy Schumer         | Amy Townsend                      | Crazy Amy                             |
| 2016  | Maggie Smith        | Mary Sheperd / Margaret Fairchild | The Lady in the Van                   |
| 2016  | Lily Tomlin         | Elle Reid                         | Grandma                               |
| 2017  | Emma Stone          | Mia                               | La La Land                            |
| 2017  | Annette Bening      | Dorothea                          | 20th Century Women                    |
| 2017  | Lily Collins        | Marla Mabrey                      | L'Exception à la règle                |
| 2017  | Hailee Steinfeld    | Nadine Byrd                       | The Edge of Seventeen                 |
| 2017  | Meryl Streep        | Florence Foster Jenkins           | Florence Foster Jenkins               |
| 2018  | Saoirse Ronan       | Christine « Lady Bird » McPherson | Lady Bird                             |
| 2018  | Judi Dench          | Victoria                          | Confident royal                       |
| 2018  | Helen Mirren        | Ella Robina                       | L'Échappée belle                      |
| 2018  | Margot Robbie       | Tonya Harding                     | Moi, Tonya                            |
| 2018  | Emma Stone          | Billie Jean King                  | Battle of the Sexes                   |
| 2019  | Olivia Colman       | Anne                              | La Favorite                           |
| 2019  | Emily Blunt         | Mary Poppins                      | Le Retour de Mary Poppins             |
| 2019  | Elsie Fisher        | Kayla Day                         | Dernière Année                        |
| 2019  | Charlize Theron     | Marlo Moreau                      | Tully                                 |
| 2019  | Constance Wu        | Rachel Chu                        | Crazy Rich Asians                     |

### Années 2020
| Année | Actrice            | Rôle                          | Film                              |
| ----- | ------------------ | ----------------------------- | --------------------------------- |
| 2020  | Awkwafina          | Billi Wang                    | L'Adieu                           |
| 2020  | Cate Blanchett     | Bernadette Fox                | Bernadette a disparu              |
| 2020  | Ana de Armas       | Marta Cabrera                 | À couteaux tirés                  |
| 2020  | Beanie Feldstein   | Molly Davidson                | Booksmart                         |
| 2020  | Emma Thompson      | Katherine Newbury             | Late Night                        |
| 2021  | Rosamund Pike      | Marla Gayson                  | I Care a Lot                      |
| 2021  | Maria Bakalova     | Tutar Sagdiyeva               | Borat, nouvelle mission filmée    |
| 2021  | Kate Hudson        | Zu                            | Music                             |
| 2021  | Michelle Pfeiffer  | Frances Price                 | French Exit                       |
| 2021  | Anya Taylor-Joy    | Emma Woodhouse                | Emma.                             |
| 2022  | Rachel Zegler      | Maria                         | West Side Story                   |
| 2022  | Marion Cotillard   | Annn Defrasnoux               | Annette                           |
| 2022  | Alana Haim         | Alana Kane                    | Licorice Pizza                    |
| 2022  | Jennifer Lawrence  | Kate Dibiasky                 | Don't Look Up : Déni cosmique     |
| 2022  | Emma Stone         | Cruella d'Enfer               | Cruella                           |
| 2023  | Michelle Yeoh      | Evelyn Wang                   | Everything Everywhere All at Once |
| 2023  | Lesley Manville    | Ada Harris                    | Une robe pour Mrs. Harris         |
| 2023  | Margot Robbie      | Nellie LaRoy                  | Babylon                           |
| 2023  | Anya Taylor-Joy    | Margot Mills                  | Le Menu                           |
| 2023  | Emma Thompson      | Nancy Stokes / Susan Robinson | Mes rendez-vous avec Leo          |
| 2024  | Emma Stone         | Bella Baxter                  | Pauvres Créatures                 |
| 2024  | Fantasia Barrino   | Cécile                        | La Couleur pourpre                |
| 2024  | Jennifer Lawrence  | Maddie                        | Le Challenge                      |
| 2024  | Natalie Portman    | Elizabeth Berry               | May December                      |
| 2024  | Alma Pöysti        | Ansa                          | Les Feuilles mortes               |
| 2024  | Margot Robbie      | Barbie                        | Barbie                            |
| 2025  | Demi Moore         | Elisabeth Sparkle             | The Substance                     |
| 2025  | Amy Adams          | La mère                       | Nightbitch                        |
| 2025  | Cynthia Erivo      | Elphaba Thropp                | Wicked                            |
| 2025  | Karla Sofía Gascón | Juan del Monte / Emilia Pérez | Emilia Pérez                      |
| 2025  | Mikey Madison      | Anora Mikheeva                | Anora                             |
| 2025  | Zendaya            | Tashi Duncan                  | Challengers                       |

## Récompenses et nominations multiples
Ce tableau liste les personnes ayant reçu plus de deux nominations au Golden Globe de la meilleure actrice dans un film musical ou une comédie, avec les éventuelles victoires marquées en gras et la liste des films nommés par ordre chronologique.
| Actrice           | Nominations | Victoires | Films |
| ----------------- | ----------- | --------- | --- |
| Meryl Streep      | 10          | 2         | - She-Devil, la diable - Bons Baisers d'Hollywood - La mort vous va si bien - Le Diable s'habille en Prada - Mamma Mia! - Julie et Julia - Pas si simple - Tous les espoirs sont permis - Un été à Osage County - Florence Foster Jenkins |
| Shirley MacLaine  | 9           | 2         | - Une fille très avertie - La Garçonnière - Irma la Douce - Un hold-up extraordinaire - Sept fois femme - Sweet Charity - Bienvenue, mister Chance - 4 New-yorkaises - Un ange gardien pour Tess                                          |
| Julie Andrews     | 8           | 3         | - Mary Poppins - La Mélodie du bonheur - Millie - Star! - Darling Lili - Elle - Victor Victoria - That's Life! |
| Barbra Streisand  | 7           | 2         | - Funny Girl - Hello, Dolly! - La Chouette et le Pussycat - Funny Lady - Une étoile est née - Yentl - Leçons de séduction |
| Goldie Hawn       | 7           | 0         | - Libres sont les papillons - Shampoo - La Duchesse et le Truand - Drôle d'embrouille - La Bidasse - Best Friends - Sex fans des sixties                                                                                                  |
| Annette Bening    | 5           | 2         | - Le Président et Miss Wade - Adorable Julia - Tout va bien ! The Kids Are All Right - Courir avec des ciseaux - 20th Century Women |
| Bette Midler      | 5           | 2         | - The Rose - Divine Madness - Le Clochard de Beverly Hills - Une chance pas croyable - For The Boys |
| Emma Stone        | 5           | 2         | - Easy Girl - La La Land - Battle of the Sexes - Cruella - Pauvres Créatures |
| Renée Zellweger   | 5           | 2         | - Nurse Betty - Le Journal de Bridget Jones - Chicago - Bridget Jones : L'Âge de raison - Miss Potter |
| Audrey Hepburn    | 5           | 0         | - Ariane - Diamants sur canapé - Charade - My Fair Lady - Voyage à deux |
| Amy Adams         | 4           | 2         | - Il était une fois - American Bluff - Big Eyes - Nightbitch |
| Diane Keaton      | 4           | 2         | - Annie Hall - Baby Boom - Meurtre mystérieux à Manhattan - Tout peut arriver |
| Jennifer Lawrence | 4           | 2         | - Happiness Therapy - Joy - Don't Look Up : Déni cosmique - Le Challenge |
| Kathleen Turner   | 4           | 2         | - À la poursuite du diamant vert - L'Honneur des Prizzi - Peggy Sue s'est mariée - La Guerre des Rose |
| Liza Minnelli     | 4           | 1         | - Cabaret - Les Aventuriers du Lucky Lady - New York, New York - Arthur |
| Julia Roberts     | 4           | 1         | - Pretty Woman - Le Mariage de mon meilleur ami - Coup de foudre à Notting Hill - Duplicity |
| Maggie Smith      | 4           | 1         | - Voyages avec ma tante - California Hôtel - Quartet - The Lady in the Van |
| Doris Day         | 4           | 0         | - Le Père malgré lui - Confidences sur l'oreiller - La Plus Belle Fille du monde - Pousse-toi, chérie |
| Mia Farrow        | 4           | 0         | - John et Mary - Broadway Danny Rose - La Rose pourpre du Caire - Alice |
| Emma Thompson     | 4           | 0         | - Junior - Last Chance for Love - Late Night - Mes rendez-vous avec Leo |
| Rosalind Russell  | 3           | 3         | - Ma tante - Le Gentleman en kimono - Gypsy, Vénus de Broadway |
| Anne Bancroft     | 3           | 1         | - Le Lauréat - To Be or Not to Be - À la recherche de Garbo |
| Marion Cotillard  | 3           | 1         | - La Môme - Nine - Annette |
| Jamie Lee Curtis  | 3           | 1         | - Un poisson nommé Wanda - True Lies - Freaky Friday : Dans la peau de ma mère |
| Judy Holliday     | 3           | 1         | - Comment l'esprit vient aux femmes - Une Cadillac en or massif - Un numéro du tonnerre |
| Reese Witherspoon | 3           | 1         | - L'Arriviste - La Revanche d'une blonde - Walk the Line |
| Lucille Ball      | 3           | 0         | - Voulez-vous pêcher avec moi ? - Les Tiens, les Miens, le Nôtre - Mame |
| Emily Blunt       | 3           | 0         | - Des saumons dans le désert - Into the Woods - Le Retour de Mary Poppins |
| Sandra Bullock    | 3           | 0         | - L'Amour à tout prix - Miss Détective - La Proposition |
| Carol Burnett     | 3           | 0         | - Peter et Tillie - Les Quatre Saisons - Annie |
| Judi Dench        | 3           | 0         | - Madame Henderson présente - Indian Palace - Confident royal |
| Sally Field       | 3           | 0         | - Cours après moi shérif - Kiss Me Goodbye - Murphy's Romance |
| Jane Fonda        | 3           | 0         | - L'École des jeunes mariés - Cat Ballou - Chaque mercredi |
| Barbara Harris    | 3           | 0         | - Des clowns par milliers - Complot de famille - Un vendredi dingue, dingue, dingue |
| Helen Mirren      | 3           | 0         | - Calendar Girls - Les Recettes du bonheur - L'Échappée belle |
| Julianne Moore    | 3           | 0         | - Un mari idéal - Tout va bien ! The Kids Are All Right - Maps to the Stars |
| Michelle Pfeiffer | 3           | 0         | - Veuve mais pas trop - Frankie et Johnny - French Exit |
| Vanessa Redgrave  | 3           | 0         | - Morgan - Camelot - Amours et Jalousies |
| Debbie Reynolds   | 3           | 0         | - Le Bébé de Mademoiselle - La Reine du Colorado - Mother |
| Margot Robbie     | 3           | 0         | - Moi, Tonya - Babylon - Barbie |
| Meg Ryan          | 3           | 0         | - Quand Harry rencontre Sally - Nuits blanches à Seattle - Vous avez un message |
| Lily Tomlin       | 3           | 0         | - Le chat connaît l'assassin - Solo pour deux - Grandma |
| Nicole Kidman     | 2           | 2         | - Prête à tout - Moulin Rouge |
| Sissy Spacek      | 2           | 2         | - Nashville Lady - Crimes du cœur |
| Ann-Margret       | 2           | 1         | - Bye Bye Birdie - Tommy |
| Melanie Griffith  | 2           | 1         | - Dangereuse sous tous rapports - Working Girl |
| Marsha Mason      | 2           | 1         | - Adieu, je reste - Chapter Two |
| Marilyn Monroe    | 2           | 1         | - Arrêt d'autobus - Certains l'aiment chaud |
| Demi Moore        | 2           | 1         | - Ghost - The Substance |
| Jean Simmons      | 2           | 1         | - Blanches colombes et vilains messieurs - Cette nuit ou jamais |
| Ingrid Bergman    | 2           | 0         | - Indiscret - Fleur de cactus |
| Cate Blanchett    | 2           | 0         | - Bandits - Bernadette a disparu |
| Jill Clayburgh    | 2           | 0         | - Merci d'avoir été ma femme - First Monday in October |
| Glenn Close       | 2           | 0         | - Maxie - Les 101 Dalmatiens |
| Toni Collette     | 2           | 0         | - Muriel - Little Miss Sunshine |
| Geena Davis       | 2           | 0         | - Une équipe hors du commun - Chérie, vote pour moi |
| Jodie Foster      | 2           | 0         | - Un vendredi dingue, dingue, dingue - Carnage |
| Anjelica Huston   | 2           | 0         | - La Famille Addams - Les Valeurs de la famille Addams |
| Angela Lansbury   | 2           | 0         | - Something for Everyone - L'Apprentie sorcière |
| Cloris Leachman   | 2           | 0         | - Charley et l'Ange - Frankenstein Junior |
| Sophia Loren      | 2           | 0         | - C'est arrivé à Naples - Mariage à l'italienne |
| Andie MacDowell   | 2           | 0         | - Green Card - Quatre Mariages et un enterrement |
| Frances McDormand | 2           | 0         | - Fargo - Burn After Reading |
| Hayley Mills      | 2           | 0         | - La Fiancée de papa - L'Été magique |
| Dolly Parton      | 2           | 0         | - Comment se débarrasser de son patron - La Cage aux poules |
| Anya Taylor-Joy   | 2           | 0         | - Emma. - Le Menu |
| Charlize Theron   | 2           | 0         | - Young Adult - Tully |
| Kate Winslet      | 2           | 0         | - Eternal Sunshine of the Spotless Mind - Carnage |
| Natalie Wood      | 2           | 0         | - Gypsy, Vénus de Broadway - Daisy Clover |

## Candidates par nationalité
Les Golden Globes se déroulant aux États-Unis, ils sont le reflet de la production cinématographique de ce pays et la majorité des personnes primées sont étasuniennes. Cependant, plusieurs actrices nommées au Golden Globe de la meilleure actrice dans un film musical ou une comédie sont d'une ou plusieurs autres nationalités :
- Afrique du Sud : Charlize Theron ;
- Allemagne : Lilli Palmer ;
- Australie : Cate Blanchett, Toni Collette, Nicole Kidman, Olivia Newton-John, Margot Robbie ;
- Belgique : Audrey Hepburn ;
- Bulgarie : Maria Bakalova ;
- Cambodge : Angelina Jolie ;
- Canada : Elliot Page ;
- Cuba : Ana de Armas ;
- Danemark : Scarlett Johansson ;
- Espagne : Ana de Armas, Karla Sofía Gascón ;
- Finlande : Alma Pöysti ;
- France : Juliette Binoche, Capucine, Leslie Caron, Julie Delpy, Marion Cotillard ;
- Grèce : Melina Mercouri ;
- Italie : Gina Lollobrigida, Sophia Loren, Anna Magnani ;
- Irlande : Saoirse Ronan ;
- Israël : Natalie Portman ;
- Japon : Machiko Kyō, Miyoshi Umeki ;
- Malaisie : Michelle Yeoh ;
- Norvège : Liv Ullman ;
- Porto Rico : Rita Moreno ;
- Royaume-Uni : Julie Andrews, Jacqueline Bisset, Brenda Blethyn, Emily Blunt, Helena Bonham Carter, Julie Christie, Petula Clark, Lily Collins, Pauline Collins, Olivia Colman, Judi Dench, Cynthia Erivo, Rebecca Hall, Sally Hawkins, Audrey Hepburn, Jane Horrocks, Glenda Jackson, Kay Kendall, Deborah Kerr, Keira Knightley, Angela Lansbury, Lesley Manville, Janet McTeer, Hayley Mills, Juliet Mills, Helen Mirren, Rosamund Pike, Lynn Redgrave, Vanessa Redgrave, Miranda Richardson, Jean Simmons, Maggie Smith, Jessica Tandy, Emma Thompson, Rita Tushingham, Tracey Ullman, Twiggy, Julie Walters, Kate Winslet, Catherine Zeta-Jones ;
- Suède : Ann-Margret, Ingrid Bergman.